# Torrione (Salerno)
Torrione è un quartiere di Salerno, facente parte della Zona Orientale.

## Geografia
Confina a est con il quartiere Pastena, a nord con il rione Calcedonia, Torrione Alto e Sala Abbagnano, a ovest con la stazione ferroviaria e il centro di Salerno dalla quale è separata dal fiume Irno, mentre a sud è bagnato dalle acque del golfo di Salerno.
In questo quartiere si trova il Forte La Carnale, piccola roccaforte edificata sulla costa, nei pressi della foce del fiume Irno, allo scopo di difendere la città dalle incursioni Saracene.

## Strade principali
Il quartiere è attraversato dalle due arterie principali che sono il lungomare Marconi e via Posidonia.

## Trasporti

### Ferrovia
Nel quartiere vi è presente l'omonima stazione, in esercizio dal 4 novembre 2013, costruita appositamente per il servizio ferroviario metropolitano di Salerno, che la collega al centro e ad altri quartieri della città.

### Autobus
Le linee della Busitalia Campania che attraversano il quartiere e che lo collegano al centro e altre zone della città sono: 5-6-8.